# Robert Nkili
Robert Nkili (Endom, 6 luglio 1945) è un politico camerunese, che è stato Ministro del Lavoro e della Previdenza Sociale dal 2002 al 2011, poi Ministro dei Trasporti tra il 2011 e il 2015. È stato nominato senatore per la regione centrale il 31 marzo 2023 dal Presidente della Repubblica Paul Biya.

## Biografia

### Primi anni di vita
Robert Nkili è nato il 6 luglio 1945 a Endom, nel dipartimento di Nyong e Mfoumou. È il fratello minore di Jeanne-Irène Biya, First Lady del Camerun dal 1982 al 1992. Nel 1984 ha conseguito il dottorato in storia presso l'Università di Aix-Marseille. La sua tesi è intitolata Image de couverture pour Le pouvoir administratif et politique dans la région nord du Cameroun sous la période française (1919-1960).

### Carriera
Nel 1990, Robert Nkili era Ispettore generale della pedagogia presso il Ministero dell'Istruzione nazionale del Camerun. Il 24 agosto 2002 è stato nominato Ministro dell'Occupazione, del Lavoro e della Previdenza Sociale. L'8 dicembre 2004, a seguito del rimpasto di governo, è diventato Ministro del Lavoro e della Previdenza Sociale.
Il 9 dicembre 2011 è stato nominato Ministro dei Trasporti.
Ha lasciato il governo il 2 ottobre 2015.

### Politica
Robert Nkili è un attivista del Raggruppamento Democratico del Popolo Camerunese (RDPC). È membro effettivo del comitato centrale.

## Controversie
È stato ascoltato dalla Corte penale speciale per la sua gestione dell'acquisto di due aerei MA-60 per la compagnia aerea nazionale Camair-Co. Nel 2015 i deputati della SDF hanno chiesto un'inchiesta per far luce su un surplus di oltre 20 miliardi di franchi CFA constatato nell'acquisto di questi due aerei, che sarebbero stati acquistati per 34,4 miliardi di franchi CFA mentre sul mercato costavano solo 5,6 miliardi di franchi CFA ciascuno.